# Vulpes vulpes dorsalis
Vulpes vulpes dorsalis  es una subespecie del zorro común (Vulpes vulpes), un mamífero carnívoro de la familia de los cánidos.